# Monumento ao Almirante Barroso
O Monumento ao Almirante Barroso é uma obra artística do escultor brasileiro José Otávio Correia Lima feita em 1909, que homenageia o Almirante Francisco Manuel Barroso da Silva e seus subordinados que morreram na Batalha Naval do Riachuelo. Correia Lima ganhou o concurso do Ministério da Justiça para a construção da estátua, que está localizada na Praça Paris, entre os bairros da Glória e Lapa, no Rio de Janeiro. A estátua foi construída em bronze, está apoiada em um suporte de alvenaria forrada com granito branco que tem inscrito os nomes das principais embarcações envolvidas na batalha e imagens de oficiais que morreram nela.